# رابح بلعمري
رابح بلعمري ولد في 11 أكتوبر 1946 ببوقاعة بولاية سطيف بالجزائر، وتوفي في 28 سبتمبر 1995 بمدينة نانتير، هو كاتب وشاعر جزائري.

## مولده ونشأته
ولد رابح بلعمري سنة 1946 في قرية بوقاعة الواقعة في ولاية سطيف. فقد بصره سنة 1962 وتابع دراسته في جامعة الجزائر ثم في جامعة السوربون حيث ناقش سنة 1977 أطروحة دكتوراه الحلقة الثالثة في الأدب الاستعماري. وحضر دكتوراه دولية عن الشاعر الجزائري جان سيناك.
وكان بلعمري الذي عاش في فرنسا منذ عام 1972 قد أصيب بفقد البصر وهو في السادسة عشر من عمره، ومع ذلك نبغ في مجال الأدب حيث ترك 16 كتابا مابين شعر ورواية، وحازت روايته «النظرة المجروحة» على جائزة الثقافة الفرنسية.

## منشوراته
- أعمال لويس برتران: مرآة الاديولوجية الاستعمارية (الجزائر. ديوان المطبوعات الجامعية سنة 1980).
- كتاب عن القصص الشعبية الجزائرية. صدرت عن دار المنشورات الجامعية والعلمية، باريس 1982.
- بذور الألم(المنشورات الجامعية والعلمية)
- الوردة الحمراء(المنشورات الجامعية والعلمية – باريس 1983)
- الشمس تحت الغربال(صدرت عن دار المنشورات الجامعية والعلمية، باريس 1983).[3]